# Cabra

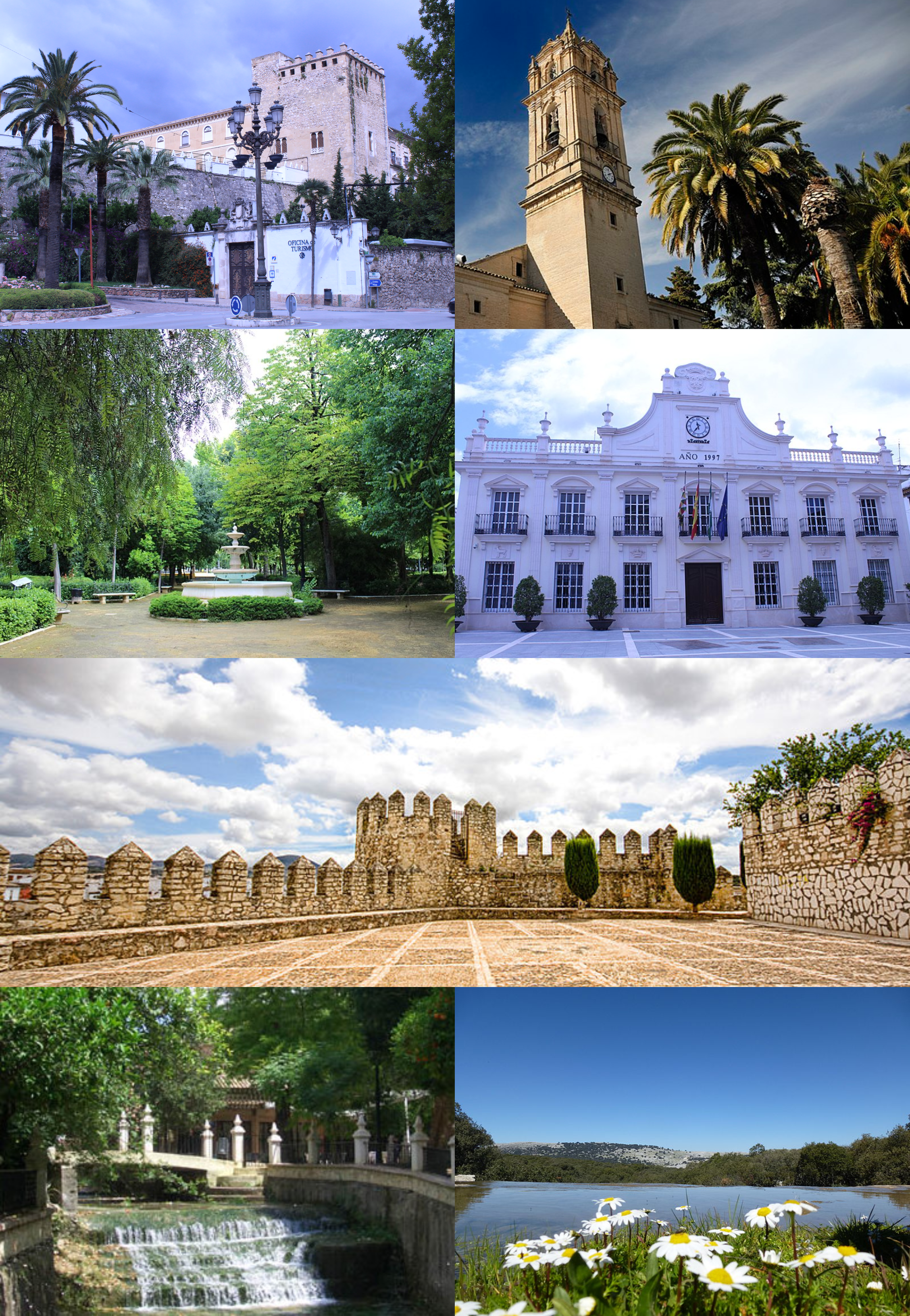

Cabra est une ville d’Espagne, dans la province de Cordoue, communauté autonome d’Andalousie.

## Histoire
Cabra fut érigé en comté en 1455 pour les Fernández de Córdoba, seigneurs de Baena (es).

### Monuments et lieux d'intérêt
- Villa del Mitra
- Mithraeum de Cabra

## Politique et administration

### Maires de Cabra
| Période | Période | Maire                             | Parti | Parti |
| ------- | ------- | --------------------------------- | ----- | ----- |
| 1979    | 1991    | Juan Muñoz Muñoz                  |       | PSOE  |
| 1991    | 2000    | José Calvo Poyato                 |       | PA    |
| 2000    | 2003    | Manuel Buil Baena                 |       | PA    |
| 2003    | 2007    | Ramón Narvaéz Ceballos            |       | PA    |
| 2007    | 2011    | María Dolores Villatoro Carnerero |       | PSOE  |
| 2011    |         | Fernando Priego Chacón            |       | PP    |

## Personnalités liées à la ville
- Muqaddam ibn Muafá (847-912), poète espagnol, y est né.